# BEST & LIVE
BEST & LIVE é um álbum com 2 CDs de Hironobu Kageyama. Um CD é uma coletânea e outro contém músicas ao vivo. Foi lançado em 7 de abril de 2004 pela Be!smile, e cada CD possui 15 faixas.

## Recepção
O site CD Journal pontuou que há músicas com hard rock melódico que fez muito sucesso na década de 1980, demonstrando as poderosas habilidades do vocalista. O site ainda destaca a música "Cha-La Head-Cha-La", dizendo que "o som poderoso e leve é cheio de palavras vibrantes que podem transformar qualquer coisa em um milagre. A voz de Kageyama, que passa um senso de vitalidade, te golpeia e te faz se sentir estranhamente radiante."

## Faixas
| CD1 (Coletânea) |                                                                                              |                              |                     |                                               |         |  |
| N.º             | Título                                                                                       | Letras                       | Música              | Arranjo                                       | Duração |  |
| 1.              | "Baseball Tengoku" (de Excite Nighter)                                                       | Yuu Aku                      | Daisuke Inoue       | Kenji Yamamoto                                | 4:54    |  |
| 2.              | "Anime Ja Nai - Yume wo Wasureta Furui Chikyuujin yo" (de Gundam ZZ; cover de Masahito Arai) | Yasushi Akimoto              | Hiroaki Serizawa    | Shiro Sagisu                                  | 3:53    |  |
| 3.              | "Vanishing Trooper" (de Super Robot Wars α)                                                  | Takanobu Terada e Yoo Nakano | Kenichi Sudo        | Hiroyuki Kouzu                                | 4:11    |  |
| 4.              | "Trust You Forever" (de G Gundam; cover de Yoshifumi Ushima)                                 | Y. Ushima                    | Y. Ushima           | Y. Ushima e Toshiyuki Kishi                   | 3:57    |  |
| 5.              | "Kodoku No Tabiji - Lonely Journey" (de Govarian; cover de NEVERLAND)                        | Tomoaki Taka                 | Shunji Inoue        | NEVERLAND                                     | 3:13    |  |
| 6.              | "Melos No You Ni Lonely Way" (de Aoki Ryusei SPT Layzner; cover de AIR MAIL from NAGASAKI)   | Y. Akimoto                   | Hideya Nakazaki     | Kei Wakakusa                                  | 4:14    |  |
| 7.              | "FLYING IN THE SKY" (de G Gundam; cover de Y. Ushima)                                        | Y. Ushima                    | Y. Ushima           | Y. Ushima, Nobuhiko Kashiwara e Nittoku Inoue | 4:23    |  |
| 8.              | "DJ Sentai Gatenger" (de Game Tengoku -THE GAME PARADISE!)                                   | Tatsuya Souma                | Takanori Arisawa    | Hidetoshi Suzuki                              | 4:53    |  |
| 9.              | "Change! Voicelugger" (de Voicelugger)                                                       | Dai Sakai                    | Shunsuke Kikuchi    | Hiroshi Tsutsui                               | 3:06    |  |
| 10.             | "Yuke Zambot 3" (de Muteki Chojin Zambot 3)                                                  | Nippon Sunrise               | Takeo Watanabe      | You-she Matsuyama                             | 2:49    |  |
| 11.             | "Burning Love" (de Choujuu Kishin Dancouga)                                                  | Goro Matsui                  | Takeshi Ike         | Osamu Totsuka                                 | 3:39    |  |
| 12.             | "Ame Nochi Egao Egao Nochi Hare" (de Voicelugger)                                            | D. Sakai                     | S. Kikuchi          | S. Kikuchi                                    | 2:54    |  |
| 13.             | "Lullaby" (de Govarian; cover de NEVERLAND)                                                  | T. Taka                      | S. Inoue            | NEVERLAND                                     | 3:56    |  |
| 14.             | "Utau Chin Play" (lado B do single "Baseball Tengoku")                                       | Y. Akuu                      | Masatoshi Sakashita | Takeo Miratsu                                 | 4:31    |  |
| 15.             | "Kimi Dake no Tame Ni"                                                                       | Yuzo Otsuka                  | Koji Makaino        | K. Makaino                                    | 4:59    |  |
| Duração total:  | Duração total:                                                                               | Duração total:               | Duração total:      | Duração total:                                | 55:32   |  |

| CD2 (ao vivo)  |                                                                 |                              |                   |                |         |  |
| N.º            | Título                                                          | Letras                       | Música            | Arranjo        | Duração |  |
| 1.             | "Getter Robo" (de Getter Robo; cover de Isao Sasaki)            | Go Nagai                     | S. Kikuchi        | Hideaki Nakaji | 3:43    |  |
| 2.             | "HEATS" (de Getter Robo Armageddon)                             | Tetsuo Kudoh                 | Hitoshi Haba      | K. Sudo        | 4:08    |  |
| 3.             | "Dengeki Sentai Changeman" (de Esquadrão Relâmpago Changeman)   | Yoshiaki Sagara              | Katsuo Ohno       | Tatsumi Yano   | 3:04    |  |
| 4.             | "Hikari Sentai Maskman" (de Hikari Sentai Maskman)              | Masao Urino                  | D. Inoue          | Daito Fujita   | 3:34    |  |
| 5.             | "Choujin Sentai Jetman" (de Chojin Sentai Jetman)               | Toyohisa Araki               | Gouji Tsuno       | G. Tsuno       | 3:10    |  |
| 6.             | "Kokoro wa Tamago" (de Chojin Sentai Jetman)                    | T. Araki                     | G. Tsuno          | K. Yamamoto    | 4:03    |  |
| 7.             | "Stand Alone: Kare Hateta Kokoro ni" (de Casshan)               | Kazunori Sonobe              | G. Tsuno          | G. Tsuno       | 5:59    |  |
| 8.             | "Ikasumida Takosumida" (de Mushimaru Q)                         | Reo Rinozuka                 | G. Tsuno          | G. Tsuno       | 3:11    |  |
| 9.             | "Soldier Dream" (de Os Cavaleiros do Zodíaco)                   | Natsumi Tadano               | Hiroaki Matsuzawa | BROADWAY       | 3:29    |  |
| 10.            | "Boys Be - Kimi Ni Ageru Tame Ni" (de Os Cavaleiros do Zodíaco) | K. Sonobe                    | H. Kageyama       | BROADWAY       | 3:58    |  |
| 11.            | "Mind Power ...Ki..." (de Dragon Ball Z)                        | Sakiko Iwamuro               | Chiho Kiyooka     | K. Yamamoto    | 5:37    |  |
| 12.            | "Unmei No Hi - Tamashii Vs Tamashii" (de Dragon Ball Z)         | S. Iwamuro                   | C. Kiyooka        | K. Yamamoto    | 5:03    |  |
| 13.            | "Bokutachi wa Tenshi Datta" (de Dragon Ball Z)                  | Yukinojo Mori                | Keiju Ishikawa    | K. Ishikawa    | 4:01    |  |
| 14.            | "Cha-La Head-Cha-La" (de Dragon Ball Z)                         | Y. Mori                      | C. Kiyooka        | K. Yamamoto    | 4:36    |  |
| 15.            | "LONELY STAR" (cover de LAZY)                                   | Ayumi Date e Hiroyuki Tanaka | H. Tanaka         | LAZY           | 2:11    |  |
| Duração total: | Duração total:                                                  | Duração total:               | Duração total:    | Duração total: | 63:47   |  |